# (43293) Banting
(43293) Banting (2000 GU1) – planetoida z grupy pasa głównego asteroid okrążająca Słońce w ciągu 5,64 lat w średniej odległości 3,17 j.a. Odkryta 1 kwietnia 2000 roku przez Johna Broughtona.